# Kerkhof van Aubencheul-au-Bac

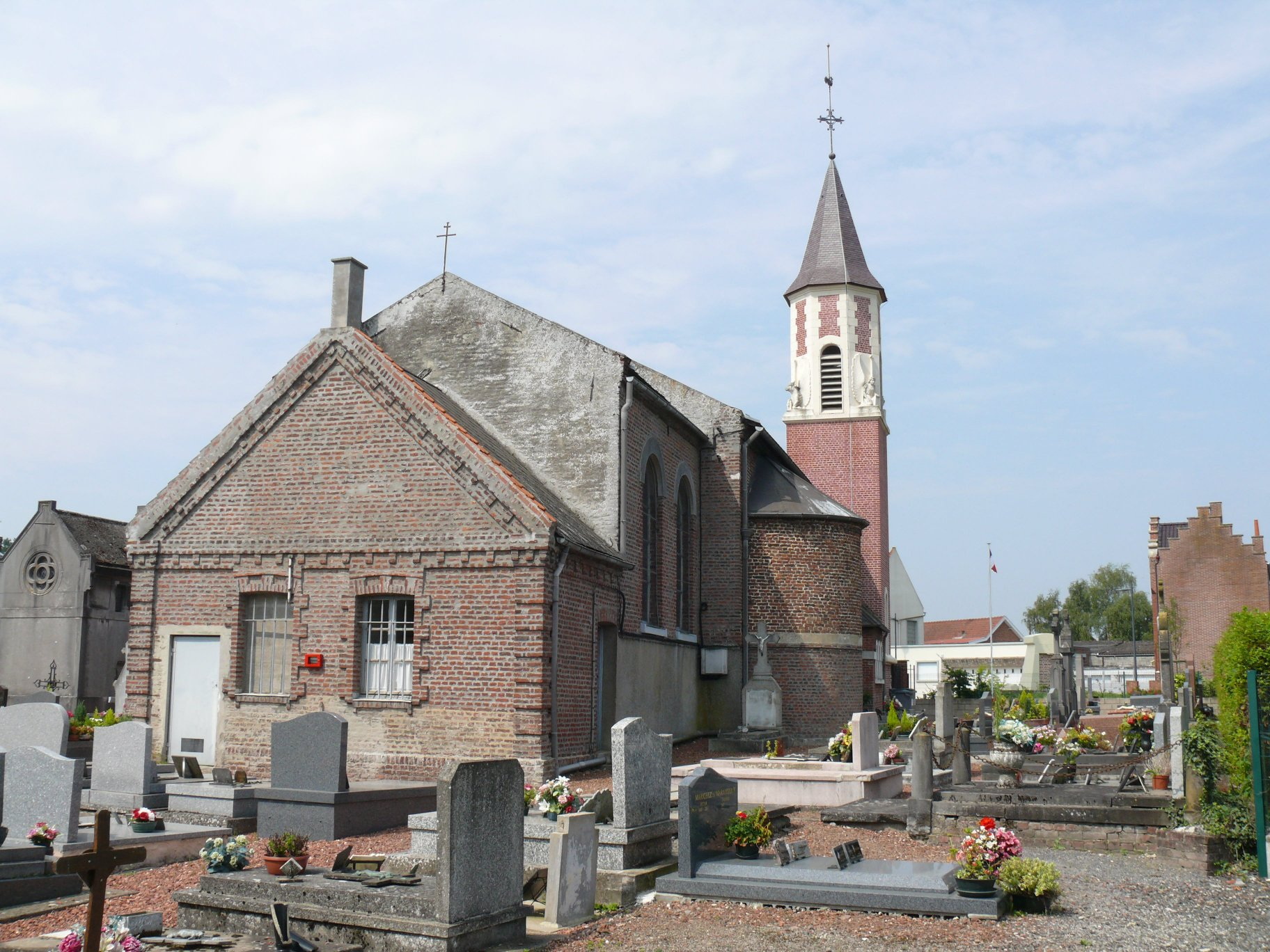
Kerkhof van Aubencheul-au-Bac

Het kerkhof van Aubencheul-au-Bac ligt in bij de Petrus- en Pauluskerk in het noorden van het centrum van Aubencheul-au-Bac in het Franse Noorderdepartement.

## Brits militair graven
Op het kerkhof bevinden zich twee graven van Britse slachtoffers van de Eerste Wereldoorlog, waarvan er een wel en een niet geïdentificeerd is. Beide graven onderhouden door de Commonwealth War Graves Commission, dat de begraafplaats heeft ingeschreven als Aubencheul-au-Bac Churchyard.